# Élections sénatoriales de 2022 en Illinois
Les élections sénatoriales de 2022 en Illinois ont lieu le 8 novembre 2022 afin d'élire les 59 membres du Sénat de l'État américain de l'Illinois.

## Système électoral
Le Sénat de l'Illinois est la chambre haute de son parlement bicaméral. Il est composé de 59 sièges pourvus au scrutin uninominal majoritaire à un tour dans autant de circonscriptions que de sièges à pourvoir, selon un calendrier particulier appelé système de mandat 2-4-4. Cette appellation désigne la façon dont une partie des membres de la chambre effectue un mandat de deux ans puis deux de quatre ans en l'espace d'une décennie, de telle sorte que le Sénat soit partiellement renouvelé à chaque élection, avant d'être intégralement renouvelés tous les dix ans. 
Le renouvellement de 2022 est ainsi celui de la totalité des sénateurs, dont un tiers pourvus pour deux ans et les deux autres tiers pour quatre ans.

## Résultats
| Partis | Partis                | Voix      | %     | Sièges      | Sièges | Sièges | Sièges      | Sièges        |  |
| Partis | Partis                | Voix      | %     | Total avant | En jeu | Élus   | Total après | +/-           |  |
| ------ | --------------------- | --------- | ----- | ----------- | ------ | ------ | ----------- | ------------- |  |
|        | Parti démocrate (D)   | 1 859 360 | 51.79 | 41          | 41     | 40     | 40          | 1             |  |
|        | Parti républicain (R) | 1 729 938 | 48.19 | 18          | 18     | 19     | 19          | 1             |  |
|        | Autres partis         | 68705     | 1.72  | 0           | 0      | 0      | 0           | en stagnation |  |
|        | Candidat par écrit    | 549       | 0.02  | 0           | 0      | 0      | 0           | en stagnation |  |
|        |                       |           |       |             |        |        |             |               |  |
| Total  | Total                 |           | 100   | 59          | 59     | 59     | 59          | en stagnation |  |